# Sid e Marty Krofft
The Krofft Brothers é uma equipe de produtores televisivos canadianos formada pelos irmãos irmãos Sid Krofft e Marty Krofft, que possuem grande influência na criação de programas infantis e programas de variedades, particularmente nas décadas de 1970 e 1980.
Sua marca registrada são programas de fantasia ambiciosos, com marionetes de cabeças grandes, tramas bem desenvolvidas e uso extensivo de efeitos especiais de baixo orçamento. A dupla também dominou o campo de programas televisivos de música e variedades nesta época.

## Biografia
Sid Krofft nasceu em 30 de julho de 1929 e seu irmão Marty Krofft em 9 de abril de 1937, são descendentes de gregos e húngaros, cujo sobrenome original é Yolas, tendo o nome de batismo de Cydus Yolas e Moshopopoulos Yolas.